# 新たな形態の銀行
新たな形態の銀行（あらたなけいたいのぎんこう）は、都市銀行や地方銀行、信託銀行など従来の伝統的な銀行にはない業務を行う銀行を指す、金融庁の分類用語である。
2000年9月26日に事業免許を取得して10月12日に営業を開始した、ジャパンネット銀行開業以降に設立された銀行に多い。

## 概要
いずれも実店舗数を最低限に抑え、基本的に対面窓口を設けず組織上の預金口座を置く本店営業部のみで、入出金業務は提携先・出資元銀行や郵便局、コンビニエンスストアなどの現金自動預け払い機（ATM）やインターネットバンキングを利用する。預金通帳は発行せず、インターネットバンキングやスマートフォンアプリで明細を表示するほか、利用明細書を別途有料で郵送することで代替する場合が多い。運営経費を抑え、従来型銀行に比して各種手数料の安さや預金金利の高さなどに特徴がある。

### 分類
金融庁の分類は、SBI新生銀行、あおぞら銀行、外国銀行の日本法人SBJ銀行、も新たな形態の銀行が分類される「その他」の区分に含む。
- インターネット専業銀行
- 商業施設との連携を主体にする銀行
- 中小企業への融資を主体にする銀行
- 破綻した銀行の業務を一時的に引き継ぐ事を主体にする銀行

### 国庫金取扱業務やPay-easy
既存の都市銀行、地方銀行、信用金庫など従来型金融機関と異なり、一部を除いて日本銀行代理店業務を扱わず国庫金の受入と支払や政府有価証券は扱いできない。セブン銀行や大和ネクスト銀行など一部銀行を除いて国庫金当座振込事務を契約しており、確定申告による国税の還付、国家公務員の給与受取、年金や雇用保険など公的機関からの振込受取口座指定、は対応する。
Pay-easyはPayPay銀行、楽天銀行、住信SBIネット銀行が対応しているが、ほかの新たな形態の銀行は対応していない。

## インターネット専業銀行
インターネット専業銀行は、利用者に対し直接現金や証券証書類の受け払いを行う実店舗を原則的に設置せず、営業上必要な拠点のみを設置し、電話やインターネットを介した取引に特化した銀行。略してインターネット銀行、ネット銀行とも言う。
実店舗が少なく預金通帳も発行されないため、取り引きはネットバンキングで行う。キャッシュカード、ATMで取り引きできるところもある。実店舗が少ないため人件費や店舗運営コストが小さく、「手数料が安い、預金金利が高い」などの特徴がある。

## 商業施設との連携を主体とする銀行
金融庁の指針は、「コンビニ等の店舗網にATMを設置し、主に決済サービスの提供を行う銀行」と表記している。
セブン銀行（旧・アイワイバンク銀行）
利用者や提携金融機関から手数料を収益することを、主なビジネスモデルとする。ATM網を全国展開する。親会社のセブン&アイ・ホールディングス傘下、イトーヨーカ堂（スーパーマーケット）、セブン-イレブン（コンビニエンスストア）、デニーズ（ファミリーレストラン）、そごう・西武（百貨店）などの店舗内にATMを展開するほか、証券会社支店ATMをセブン銀行ATMへ置換した。
イオン銀行
ショッピングセンター利用の個人を対象とした銀行。親会社イオングループのイオンやミニストップ、ウエルシア薬局各店舗内にATMを展開するほか、大型ショッピングセンターにインストアブランチとして実店舗も設ける。2012年3月31日にイオンコミュニティ銀行を吸収合併し、同社の拠点を継承した「法人営業部」を設置して法人と個人事業主を新たに対象とし、個人向け事業は従来の事業に併せた。
ローソン銀行
2016年11月25日にローソンが95%、三菱東京UFJ銀行が5%、それぞれ出資してローソンバンク設立準備株式会社を資本金10億円で設立した。2018年3月に金融庁へ銀行業取得に向けた予備審査を申請して6月26日に銀行業免許予備審査が終了した。8月10日付で銀行業免許が交付されて10月15日から「ローソン銀行」として業務を開始した。親会社ローソンの各店舗内にATMを展開する

## 中小企業融資を主体にする銀行
中小企業へ融資を主体とする銀行は、一般の銀行より広く中小企業融資を推進し、中小企業の事業展開や新事業開発を支援する事を企図した銀行である。
かつて新銀行東京と日本振興銀行が存在したが、2025年2月28日に銀行業免許を受けた01銀行が一部この役割を担う計画がある。

## 破綻銀行業務を一時的に引き継ぐ事を主体にする銀行
日本承継銀行
破綻した各地第二地方銀行の業務を継承して業務を開始する。
第二日本承継銀行
破綻した日本振興銀行の業務を継承して業務を開始。2011年12月26日にイオン銀行傘下に入りイオンコミュニティ銀行に改称する。2012年3月31日にイオン銀行に吸収合併され消滅する。
整理回収機構
2011年の法改正により承継銀行機能を付与された。
本用語発祥以前の1996年に経営破綻した阪和銀行の預金払い戻しのみ扱った紀伊預金管理銀行（2002年解散）も第二地方銀行協会会員ではなく、該当する。

### 注
1. ↑  ローソン銀行では年金の受取は出来ない。国庫金振込（年金を除く）の取扱い開始について（2019年4月1日）